# Тарасовка (Нижнегорский район)
Тара́совка (до 1948 года Сарона́; укр. Тарасівка, крымскотат. Sarona, Сарона) — село в Нижнегорском районе Республики Крым, входит в состав Ивановского сельского поселения (согласно административно-территориальному делению Украины — Ивановского сельского совета Автономной Республики Крым).

## Население
| 2001 | 2014 |
| ---- | ---- |
| 154  | ↘112 |

Всеукраинская перепись 2001 года показала следующее распределение по носителям языка
| Язык             | Процент |
| ---------------- | ------- |
| русский          | 57,14   |
| крымскотатарский | 36,36   |
| украинский       | 5,19    |
| другие           | 0,65    |

### Динамика численности
| - 1805 год — 27 чел. - 1900 год — 38 чел. - 1911 год — 65 чел. - 1915 год — 58 чел. - 1926 год — 142 чел. | - 1939 год — 357 чел. - 1989 год — 123 чел. - 2001 год — 154 чел. - 2009 год — 131 чел. - 2014 год — 112 чел. |

## Современное состояние
На 2017 год в Тарасовке числится 1 улица — Космонавтов; на 2009 год, по данным сельсовета, село занимало площадь 67 гектаров на которой, в 44 дворах, проживал 131 человек.

## География
Тарасовка — село на юго-востоке района, в степном Крыму, у границы с Советским районом, высота центра села над уровнем моря — 43 м. Ближайшие сёла: Фрунзе в 3 км на юг, Косточковка в 2,5 км на запад и Заречье в 4 км на северо-запад. Расстояние до райцентра — около 14 километров (по шоссе), там же ближайшая железнодорожная станция — Нижнегорская (на линии Джанкой — Феодосия). Транспортное сообщение осуществляется по региональной автодороге 35Н-360 Ивановка — Тарасовка (по украинской классификации — С-0-10904).

## История
Сарона была основана на месте старинного поселения Чагыр, первое документальное упоминание которого встречается в Камеральном Описании Крыма… 1784 года, судя по которому, в последний период Крымского ханства Чивит входил в Ширинский кадылык Кефинского каймаканства. После присоединения Крыма к России (8) 19 апреля 1783 года, (8) 19 февраля 1784 года, именным указом Екатерины II сенату, на территории бывшего Крымского Ханства была образована Таврическая область и деревня была приписана к Левкопольскому, а после ликвидации в 1787 году Левкопольского — к Феодосийскому уезду Таврической области. После Павловских реформ, с 1796 по 1802 год, входила в Акмечетский уезд Новороссийской губернии. По новому административному делению, после создания 8 (20) октября 1802 года Таврической губернии, Чагир был включён в состав Урускоджинской волости Феодосийского уезда.
По Ведомости о числе селении, названиях оных, в них дворов… состоящих в Феодосийском уезде от 14 октября 1805 года , в деревне Чагирса числилось 4 двора и 27 жителей. На военно-топографической карте генерал-майора Мухина 1817 года деревня Шагир обозначена с 6 дворами. После реформы волостного деления 1829 года Чагар, согласно «Ведомости о казённых волостях Таврической губернии 1829 года», отнесли к Бурюкской волости (переименованной из Урускоджинской). На карте 1836 года в деревне 8 дворов, а на карте 1842 года Чагыр обозначен условным знаком «малая деревня», то есть, менее 5 дворов. Затем, видимо, вследствие эмиграции крымских татар в Турцию, деревня опустела окончательно и до конца XIX века не упоминается.
Возрождено поселение было под названием Сарона в 1879 году крымскими немцами меннонитами в составе Андреевской волости. В 1880 году в Сароне была открыта начальная немецкая школа (со сроком обучения 7 лет). Преподавались Закон Божий, немецкий и русский языки, арифметика, география, чистописание, черчение, пение. В 1891 году в школе обучалось 11 мальчиков и 7 девочек. По «…Памятной книжке Таврической губернии на 1900 год» в деревне Сорон, входившей в Васильевское сельское общество, числилось 38 жителей в 5 дворах, в 1911 году — 65 жителей. На 1914 год в селении действовало земское училище. По Статистическому справочнику Таврической губернии. Ч.II-я. Статистический очерк, выпуск пятый Феодосийский уезд, 1915 год, в селе Сарон Андреевской волости Феодосийского уезда числилось 8 дворов (7 дворов с землёй, 1 — безземельный) с немецким населением в количестве 58 человек приписных жителей, из которых 27 мужчин и 31 женщина. Жители владели 2193 десятинами удобной земли. В хозяйствах имелось 74 лошади, 138 волов, 65 коров и 65 голов мелкого скота.
После установления в Крыму Советской власти, по постановлению Крымревкома № 206 «Об изменении административных границ» от 8 января 1921 года была упразднена волостная система и село вошло в состав Ичкинского района Феодосийского уезда, а в 1922 году уезды получили название округов. 11 октября 1923 года, согласно постановлению ВЦИК, в административное деление Крымской АССР были внесены изменения, в результате которых округа были отменены, Ичкинский район упразднили, включив в состав Феодосийского в состав которого включили и село. Согласно Списку населённых пунктов Крымской АССР по Всесоюзной переписи 17 декабря 1926 года, в селе Сарона, Саурчинского сельсовета (в котором село состоит до передачи в Нижнегорский район в 1962 году) Феодосийского района, числилось 34 двора, все крестьянские, население составляло 142 человека, из них 137 немцев, 3 русских, 2 украинца, действовала немецкая школа I ступени (пятилетка). По данным энциклопедического словаря Немцы России, жители в 1930 году были депортированы в Архангельск. Постановлением Президиума КрымЦИКа «Об образовании новой административной территориальной сети Крымской АССР» от 26 января 1935 года был вновь создан Ичкинский район и село включили в его состав. По данным всесоюзной переписи населения 1939 года в селе проживало 357 человек.
В 1944 году, после освобождения Крыма от фашистов, 12 августа 1944 года было принято постановление № ГОКО-6372с «О переселении колхозников в районы Крыма» и в сентябре 1944 года в район приехали первые новоселы (320 семей) из Тамбовской области, а в начале 1950-х годов последовала вторая волна переселенцев из различных областей Украины. С 25 июня 1946 года Сарона в составе Крымской области РСФСР. Указом Президиума Верховного Совета РСФСР от 18 мая 1948 года, Сорону (вариант Сарона) переименовали в Тарасовку. 26 апреля 1954 года Крымская область была передана из состава РСФСР в состав УССР. Указом Президиума Верховного Совета УССР «Об укрупнении сельских районов Крымской области» от 30 декабря 1962 года село присоединили к Нижнегорскому району. До 1977 года Тарасовка входила в состав Желябовского сельсовета, с 1977 — в состав Ивановского. По данным переписи 1989 года в селе проживало 123 человека. С 12 февраля 1991 года село в восстановленной Крымской АССР, 26 февраля 1992 года переименованной в Автономную Республику Крым. С 21 марта 2014 года в составе Крыма аннексирована Россией.